# Toulouse olympique élite
Ne doit pas être confondu avec le club de "Championship'" anglais  Toulouse olympique XIII
Actualités
Le Toulouse olympique élite, anciennement Toulouse Jules-Julien XIII, est un club français de rugby à XIII basé à Toulouse, dans le département de la Haute-Garonne. L'équipe première, entraînée par l'ancien treiziste professionnel Sébastien Raguin nommé en 2019, évolue dans le Championnat de France nommé « Super XIII » depuis la saison 2015-2016.
Le club est créé en 1980 sous l'impulsion de passionnés de rugby à XIII. Il reste dans les divisions inférieures du Championnat de France remportant notamment le Championnat de 3e division en 1994. Mis en sommeil par intermittence en raison de difficultés financières, le club opère un rapprochement avec le Toulouse Olympique XIII, qui évolue dans les Championnat d'Angleterre, en 2015 pour en devenir sa réserve. Ce statut amène le club à évoluer en première division depuis. La première grosse performance est une demi-finale de Coupe de France disputée en 2025, perdue contre le futur vainqueur Saint-Estève XIII Catalan.

## Histoire

### Toulouse Jules-Julien XIII: de sa création en 1980 à son rapprochement avec le Toulouse olympique XIII en 2015
En 1980, l'A.S. Toulouse Jules-Julien XIII est créée par des passionnés de rugby à XIII sur la ville de Toulouse, ville qui compte un club historique le Toulouse Olympique XIII. Engagé dans les divisions inférieures, le club garde sa vocation amateur et ouvre une école de rugby en 1987, l'équipe première remporte des succès en amateur tel que la Coupe Falcou ou le Championnat de 3e division en 1994.
En 1995, un premier changement d’appellation est opéré en « Toulouse Occitanie XIII » mais des difficultés financières amènent le retrait sportif de l'équipe première, seule l'école du rugby à XIII pour les jeunes, ouverte en 1987, maintient ses activités sous la dénomination « Union Sportive Toulouse Jules-Julien XIII »
En 2010, une équipe première est de nouveau créée et intègre directement la 2e division nationale. Elle devient en 2012, le club se renomme « Toulouse Broncos XIII » puis un rapprochement est opéré avec le Toulouse olympique XIII.

### 2015: Toulouse Jules-Julien XIII devient le Toulouse olympique élite

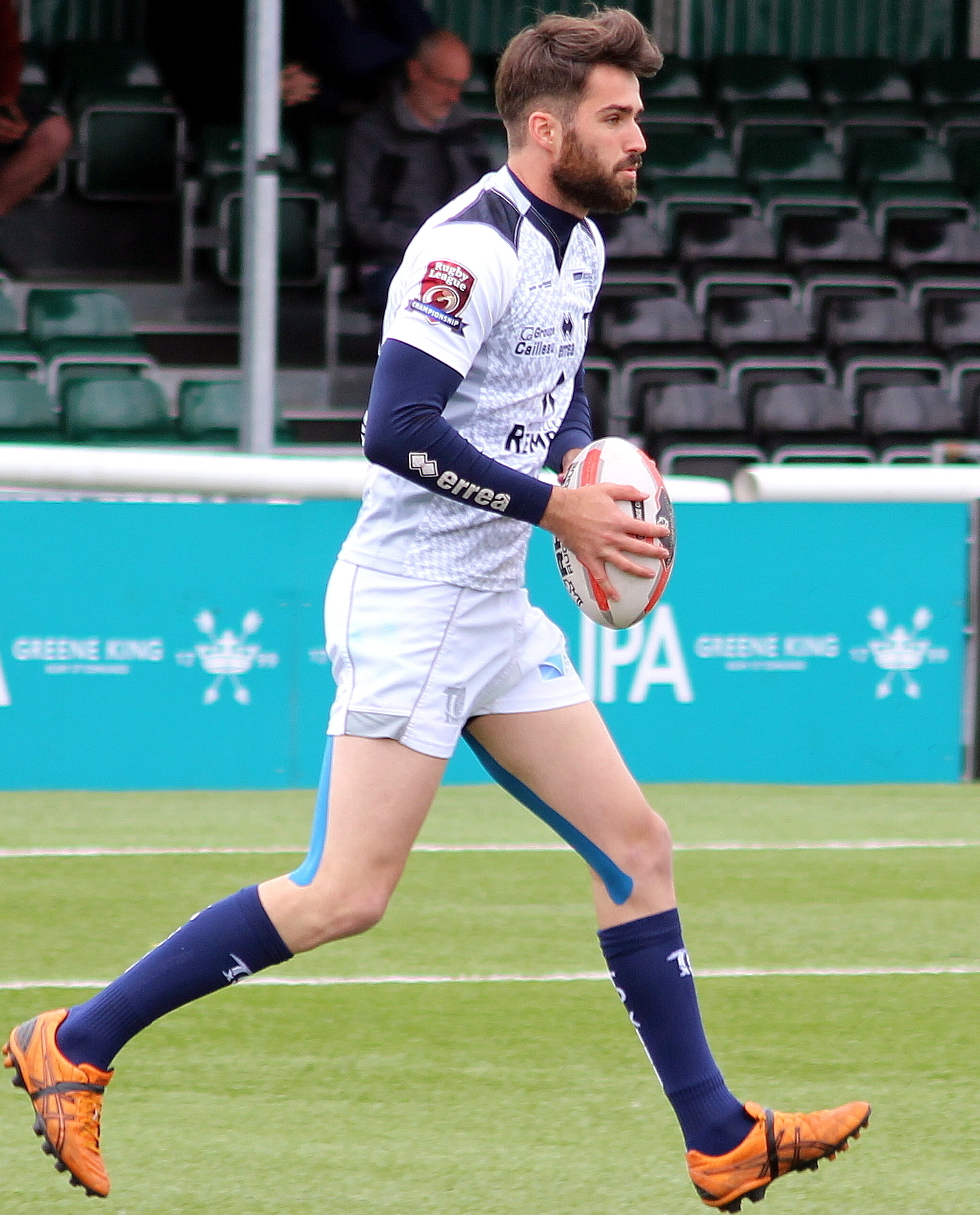
Paul Marcon est l'une des réussites du passage du Toulouse olympique Elite au Toulouse olympique XIII.

En 2015, Toulouse Broncos se rapproche du Toulouse olympique XIII. Ce dernier a en effet effectué une demande pour intégrer la League One, troisième échelon du Championnat d'Angleterre. Cette demande, une fois acceptée, permet au Toulouse olympique XIII de quitter le Championnat de France et dans la même permet à Toulouse Broncos d'intégrer la première division du Championnat de France tout en étant considéré comme la réserve du Toulouse olympique XIII. Toulouse Broncos devient alors le « Toulouse Olympique Élite ». La majorité de l'effectif est issue alors du centre de formation du Toulouse olympique XIII tels que Gavin Marguerite, Romain Puesch, Paul Marcon ou Justin Sangaré, et est entraîné dans un premier temps par Joris Canton. Cette équipe est ce qu'est le Saint-Estève XIII Catalan pour les Dragons Catalans, une réserve permettant de former des jeunes joueurs dans l'objectif de les intégrer dans l'équipe principale en division anglaise.
En juillet 2016, l'entraîneur Joris Canton part à Ramonville et cède sa place à Aaron Wood. En juillet 2017, c'est Julien Gérin accompagné d'Aaron Wood qui prend le rôle d'entraîneur pour deux saisons avant de rejoindre Saint-Gaudens en 2019. Sur le terrain, Kane Bentley intègre le club pour encadrer les jeunes joueurs. Le club, essentiellement composé de jeunes joueurs, termine en 2017, 2018 et 2019 en dernière position du Championnat de France mais permet l'apprentissage des espoirs au haut niveau dans le but qu'ils intègrent le Toulouse olympique XIII, ce dernier étant entre-temps parvenu à rejoindre le Championship (second échelon d'Angleterre). Il fait émerger également d'autres joueurs tels que Joseph Thérond et Justin Bouscayrol.

## Effectif actuel

Ancien logo du Toulouse Jules-Julien XIII

## Palmarès
| Championnat de France              | Coupe de France                     | Championnat de France de deuxième division |
| ---------------------------------- | ----------------------------------- | ------------------------------------------ |
| - Champion (0) : - Finaliste (0) : | - Vainqueur (0) : - Finaliste (0) : | - Vainqueur (0) : - Finaliste (1) : 2012.  |

## Résultats
| Année                                       | Année                                      | Saison régulière                                                                 | Saison régulière                                                                 | Saison régulière                                                                 | Saison régulière                                                                 | Saison régulière                                                                 | Saison régulière                                                                 | Saison régulière                                                                 | Saison régulière                                                                 | Phase finale                                                                     | Phase finale                                                                     | Phase finale                                                                     | Phase finale                                                                     | Phase finale                                                                     | Phase finale                                                                     | Phase finale                                                                     | Coupe              |
| Année                                       | Année                                      | Class.                                                                           | Points                                                                           | MJ                                                                               | V.                                                                               | N.                                                                               | D.                                                                               | Pp.                                                                              | Pc.                                                                              | Perf.                                                                            | MJ                                                                               | V.                                                                               | N.                                                                               | D.                                                                               | Pp.                                                                              | Pc.                                                                              | Performance        |
| Le club est mis en sommeil entre 1996-2009. |                                            |                                                                                  |                                                                                  |                                                                                  |                                                                                  |                                                                                  |                                                                                  |                                                                                  |                                                                                  |                                                                                  |                                                                                  |                                                                                  |                                                                                  |                                                                                  |                                                                                  |                                                                                  |                    |
| Championnat de France de seconde division   | Championnat de France de seconde division  | Championnat de France de seconde division                                        | Championnat de France de seconde division                                        | Championnat de France de seconde division                                        | Championnat de France de seconde division                                        | Championnat de France de seconde division                                        | Championnat de France de seconde division                                        | Championnat de France de seconde division                                        | Championnat de France de seconde division                                        | Championnat de France de seconde division                                        | Championnat de France de seconde division                                        | Championnat de France de seconde division                                        | Championnat de France de seconde division                                        | Championnat de France de seconde division                                        | Championnat de France de seconde division                                        | Championnat de France de seconde division                                        | Coupe de France    |
| 2010                                        | 2010                                       |                                                                                  |                                                                                  |                                                                                  |                                                                                  |                                                                                  |                                                                                  |                                                                                  |                                                                                  |                                                                                  |                                                                                  |                                                                                  |                                                                                  |                                                                                  |                                                                                  |                                                                                  | 1er tour           |
| 2011                                        | 2011                                       |                                                                                  |                                                                                  |                                                                                  |                                                                                  |                                                                                  |                                                                                  |                                                                                  |                                                                                  |                                                                                  |                                                                                  |                                                                                  |                                                                                  |                                                                                  |                                                                                  |                                                                                  | Huitième de finale |
| 2012                                        |                                            |                                                                                  |                                                                                  |                                                                                  |                                                                                  |                                                                                  |                                                                                  |                                                                                  |                                                                                  |                                                                                  |                                                                                  |                                                                                  |                                                                                  |                                                                                  |                                                                                  |                                                                                  |                    |
| 2013                                        | 2013                                       |                                                                                  |                                                                                  |                                                                                  |                                                                                  |                                                                                  |                                                                                  |                                                                                  |                                                                                  |                                                                                  |                                                                                  |                                                                                  |                                                                                  |                                                                                  |                                                                                  |                                                                                  | Huitième de finale |
| 2014                                        | 2014                                       |                                                                                  |                                                                                  |                                                                                  |                                                                                  |                                                                                  |                                                                                  |                                                                                  |                                                                                  |                                                                                  |                                                                                  |                                                                                  |                                                                                  |                                                                                  |                                                                                  |                                                                                  | Huitième de finale |
| 2015                                        | 2015                                       |                                                                                  |                                                                                  |                                                                                  |                                                                                  |                                                                                  |                                                                                  |                                                                                  |                                                                                  |                                                                                  |                                                                                  |                                                                                  |                                                                                  |                                                                                  |                                                                                  |                                                                                  | 1er tour           |
| Championnat de France de première division  | Championnat de France de première division | Championnat de France de première division                                       | Championnat de France de première division                                       | Championnat de France de première division                                       | Championnat de France de première division                                       | Championnat de France de première division                                       | Championnat de France de première division                                       | Championnat de France de première division                                       | Championnat de France de première division                                       | Championnat de France de première division                                       | Championnat de France de première division                                       | Championnat de France de première division                                       | Championnat de France de première division                                       | Championnat de France de première division                                       | Championnat de France de première division                                       | Championnat de France de première division                                       | Coupe de France    |
| 2016                                        | 2016                                       | 8e                                                                               | 18                                                                               | 20                                                                               | 4                                                                                | 1                                                                                | 15                                                                               | 361                                                                              | 794                                                                              | Non qualifié                                                                     | -                                                                                | -                                                                                | -                                                                                | -                                                                                | -                                                                                | -                                                                                | Huitième de finale |
| 2017                                        | 2017                                       | 10e                                                                              | 7                                                                                | 20                                                                               | 1                                                                                | 0                                                                                | 19                                                                               | 326                                                                              | 807                                                                              | Non qualifié                                                                     | -                                                                                | -                                                                                | -                                                                                | -                                                                                | -                                                                                | -                                                                                | Huitième de finale |
| 2018                                        | 2018                                       | 10e                                                                              | 20                                                                               | 19                                                                               | 5                                                                                | 0                                                                                | 14                                                                               | 370                                                                              | 713                                                                              | Non qualifié                                                                     | -                                                                                | -                                                                                | -                                                                                | -                                                                                | -                                                                                | -                                                                                | Huitième de finale |
| 2019                                        | 2019                                       | 10e                                                                              | 17                                                                               | 19                                                                               | 4                                                                                | 0                                                                                | 15                                                                               | 421                                                                              | 704                                                                              | Non qualifié                                                                     | -                                                                                | -                                                                                | -                                                                                | -                                                                                | -                                                                                | -                                                                                | Huitième de finale |
| 2020                                        | 2020                                       | Éditions annulées et titres non décernés en raison de la pandémie de coronavirus | Éditions annulées et titres non décernés en raison de la pandémie de coronavirus | Éditions annulées et titres non décernés en raison de la pandémie de coronavirus | Éditions annulées et titres non décernés en raison de la pandémie de coronavirus | Éditions annulées et titres non décernés en raison de la pandémie de coronavirus | Éditions annulées et titres non décernés en raison de la pandémie de coronavirus | Éditions annulées et titres non décernés en raison de la pandémie de coronavirus | Éditions annulées et titres non décernés en raison de la pandémie de coronavirus | Éditions annulées et titres non décernés en raison de la pandémie de coronavirus | Éditions annulées et titres non décernés en raison de la pandémie de coronavirus | Éditions annulées et titres non décernés en raison de la pandémie de coronavirus | Éditions annulées et titres non décernés en raison de la pandémie de coronavirus | Éditions annulées et titres non décernés en raison de la pandémie de coronavirus | Éditions annulées et titres non décernés en raison de la pandémie de coronavirus | Éditions annulées et titres non décernés en raison de la pandémie de coronavirus | Seizième de finale |
| 2021                                        | 2021                                       | 9e                                                                               | 17                                                                               | 18                                                                               | 4                                                                                | 0                                                                                | 14                                                                               | 304                                                                              | 583                                                                              | Non qualifié                                                                     | -                                                                                | -                                                                                | -                                                                                | -                                                                                | -                                                                                | -                                                                                | Annulé             |
| 2022                                        | 2022                                       | 8e                                                                               | 10                                                                               | 16                                                                               | 2                                                                                | 0                                                                                | 14                                                                               | 244                                                                              | 566                                                                              | Non qualifié                                                                     | -                                                                                | -                                                                                | -                                                                                | -                                                                                | -                                                                                | -                                                                                | Annulé             |
| 2023                                        | 2023                                       | 9e                                                                               | 17                                                                               | 18                                                                               | 3                                                                                | 0                                                                                | 15                                                                               | 388                                                                              | 595                                                                              | Non qualifié                                                                     | -                                                                                | -                                                                                | -                                                                                | -                                                                                | -                                                                                | -                                                                                | Huitième de finale |
| 2024                                        | 2024                                       | 10e                                                                              | 12                                                                               | 18                                                                               | 3                                                                                | 0                                                                                | 15                                                                               | 258                                                                              | 643                                                                              | Non qualifié                                                                     | -                                                                                | -                                                                                | -                                                                                | -                                                                                | -                                                                                | -                                                                                | Huitième de finale |
| 2025                                        | 2025                                       | 11e                                                                              | 5                                                                                | 20                                                                               | 0                                                                                | 0                                                                                | 20                                                                               | 232                                                                              | 721                                                                              | Non qualifié                                                                     | -                                                                                | -                                                                                | -                                                                                | -                                                                                | -                                                                                | -                                                                                | Demi-finale        |

## Médias
Le club bénéficie d'une très faible médiatisation.
Sa communication est même classée avant-dernière des clubs de Super XIII par le site Treize Mondial en 2025